# Heikki Kirkinen
 (mai 2015).
Si vous disposez d'ouvrages ou d'articles de référence ou si vous connaissez des sites web de qualité traitant du thème abordé ici, merci de compléter l'article en donnant les références utiles à sa vérifiabilité et en les liant à la section « Notes et références ».
Heikki Kirkinen (né le 22 septembre 1927 à Kuusjärvi - actuellement Outokumpu, mort le 9 janvier 2018), est un historien finlandais. 

## Biographie
Après son diplôme de docteur de l'Université d'Helsinki obtenu en 1961, il devient professeur invité en langue, littérature et culture finnoises à la Sorbonne de 1966 à 1970. Il s'est largement investi dans la création de l'École supérieure de Joensuu (devenue par la suite université), à laquelle il a contribué à donner un profil « carélien ». Il y a été professeur d'histoire de 1970 à 1991, occupant le poste de recteur de 1971 à 1981.
Kirkinen a écrit de nombreux livres sur l'histoire de la Carélie et son identité. Un de ses principaux centres d'intérêt est la musique : il a étudié la musicologie et même composé de la musique.

## Ouvrages traduits en français
- Les Origines de la conception moderne de l'homme machine : Le problème de l'âme en France à la fin du règne de Louis XIV 1670-1715, étude sur l'histoire des idées (1960)
- Le Monde kalévaléen en France et en Finlande, avec un regard sur la tradition populaire et l'épopée bretonne (1987, avec Jean Perrot)
- Informatisation et développement social des régions marginales (1988, ed.)

## Ouvrages traduits en anglais
- Protection and development of our intangible heritage (Participation au séminaire) (1999, ed.)